# 陳鯉
陳鯉（1438年—？），字騰龍，福建興化府莆田縣人，民籍。明朝政治人物。進士出身。

## 生平
成化四年（1468年）戊子科應天鄉試第四十六名舉人。成化五年（1469年）聯捷乙丑科會試第七十名，殿試登進士第三甲第一百一十三名。

## 家族
曾祖父陳德輝。祖父陳文善。父亲陳時若。